# Serres-Gaston
Serres-Gaston (gaskonsko Sèrras Gaston) je naselje in občina v francoskem departmaju Landes regije Akvitanije. Naselje je leta 2011 imelo 368 prebivalcev.

## Geografija
Kraj leži v pokrajini Gaskonji 31 km južno od Mont-de-Marsana.

## Uprava
Občina Serres-Gaston skupaj s sosednjimi občinami Aubagnan, Castelner, Cazalis, Hagetmau, Horsarrieu, Labastide-Chalosse, Lacrabe, Mant, Momuy, Monget, Monségur, Morganx, Peyre, Poudenx, Sainte-Colombe, Saint-Cricq-Chalosse in Serreslous-et-Arribans sestavlja kanton Hagetmau s sedežem v Hagetmauu. Kanton je sestavni del okrožja Mont-de-Marsan.

## Zanimivosti
- cerkev sv. Vincenca diakona.